# 2356 Hirons
2356 Hirons eller 1979 UJ är en asteroid i huvudbältet som upptäcktes den 17 oktober 1979 av den amerikanske astronomen Edward L.G. Bowell vid Anderson Mesa Station. Den är uppkallad efter upptäckarens svärföräldrar, Charles och Ann Hirons.
Asteroiden har en diameter på ungefär 43 kilometer.